# Ruth Terry
Ruth Terry (Benton Harbor, 21 de outubro de 1920 — Rancho Mirage, 11 de março de 2016) foi uma atriz estadunidense.

## Biografia
Ruth Terry nasceu com o nome de Ruth McMahon em Benton Harbor, no estado de Michigan. Estreou no cinema em Não Me Queiras Tanto (1937) com Walter Winchell. Mas seu primeiro papel de destaque foi no western O Túnel Fatal (1942) com Gene Autry. Ela apareceu em vários outros filmes ao lado de Roy Rogers. Seu filme mais conhecido é Valentona Alegre (1943), baseado na canção de mesmo nome com Robert Livingston. Ela se aposentou das telas quando se casou com seu segundo marido em 1966.

## Filmografia
- Love and Hisses (1937)
- Alexander's Ragtime Band (1938; 20th Century Fox)
- Slightly Honorable (1939; United Artists)
- Hotel for Women (1939)
- Blondie Goes Latin (1941; Columbia)
- Appointment for Love (1941; Universal)
- The Affairs of Jimmy Valentine (1942)
- Unforgotten Crime (1942; Republic)
- Call of the Canyon (1942; Republic)
- Heart of the Golden West (1942; Republic)
- Sleepytime Gal (1942; Republic)
- Mystery Broadcast (1943; Republic)
- Pistol Packin' Mama (1943 Republic)
- Man From Music Mountain (1943; Republic)
- Lake Placid Serenade (1944)
- Hands Across the Border (1944; Republic)
- Tell It to a Star (1945; Republic)
- Smoky River Serenade (1947; Columbia)